# Rückersdorf (Lichtenau)
Rückersdorf (fränkisch Riggaschdorf; früher auch Rückersdorff) ist ein Gemeindeteil des Marktes Lichtenau im Landkreis Ansbach (Mittelfranken, Bayern). Rückersdorf liegt in der Gemarkung Fischbach.

## Geografie
Der Weiler liegt am Zandtbach. 0,5 km südlich liegt das Waldgebiet Fuchsloch mit dem Roßberg, 0,5 km westlich die Flur Bergäcker. Der Ort liegt an der Kreisstraße AN 14, die nach Fischbach (0,8 km südwestlich) bzw. an der Hammerschmiede vorbei zur Staatsstraße 2223 bei Schlauersbach führt (1 km nordöstlich).

## Geschichte
1317 wurde der Ort im Würzburger Lehenbuch als „Ruckersdorf“ erstmals urkundlich erwähnt. Das Bestimmungswort des Ortsnamens ist der Personenname „Rücker“ (= Rüdiger). Eine Person dieses Namens ist als Gründer der Siedlung anzunehmen.
Das Kloster Heilsbronn erwarb dort zwei Höfe, davon einen im Jahr 1503 durch Kauf von Martin von Eyb für 160 Gulden.
Im Salbuch des nürnbergischen Pflegamtes Lichtenau von 1515 wurden für Rückersdorf 5 Untertansfamilien angegeben, die 5 unterschiedliche Grundherren hatten (Reichsstadt Nürnberg, Kloster Heilsbronn, Pfarrei Großhaslach, Gumbertusstift und die Freiherren von Eyb). Außerdem gab es ein Gemeindehirtenhaus.
Im 16-Punkte-Bericht des Klosteramts Heilsbronn aus dem Jahr 1608 wurden für Rückersdorf 1 Bauer angegeben, der dem Klosterverwalteramt Heilsbronn unterstand. 1 Heilinggut unterstand der Pfarrei Großhaslach. Die anderen Grundherren wurden nicht aufgeführt. Im Dreißigjährigen Krieg brannte der Weiler ab.
Laut der Amtsbeschreibung des Pflegamtes Lichtenau aus dem Jahr 1748 zählte der Ort zur Hauptmannschaft Immeldorf. Es gab 6 Untertansfamilien, von denen 2 nürnbergisch waren.
Gegen Ende des 18. Jahrhunderts gab es in Rückersdorf 6 Anwesen und ein Gemeindehirtenhaus. Das Hochgericht über 1 Anwesen übte das brandenburg-ansbachische Kasten- und Stadtvogteiamt Windsbach aus, über den Rest das Pflegamt Lichtenau. Einen Gemeindeherrn hatte das Dorf nicht. Grundherren waren das Fürstentum Ansbach (Stiftsamt Ansbach: 1 Dreiviertelhof, Klosterverwalteramt Heilsbronn: 1 Dreiviertelhof, 1 Gut), der Nürnberger Eigenherr von Zeltner (1 Viertelhof, 1 Gut) und das Rittergut Frohnhof der Herren von Eyb (1 Gut).
Im Rahmen des Gemeindeedikts wurde Rückersdorf dem 1808 gebildeten Steuerdistrikt Sauernheim und der 1810 gegründeten Ruralgemeinde Sauernheim zugeordnet. Mit dem Zweiten Gemeindeedikt (1818) wurde Rückersdorf in die neu gebildete Ruralgemeinde Fischbach umgemeindet. Diese wurde am 1. April 1971 im Zuge der Gebietsreform in den Markt Lichtenau eingegliedert.

## Einwohnerentwicklung
| Jahr      | 001818 | 001840 | 001861 | 001871 | 001885 | 001900 | 001925 | 001950 | 001961 | 001970 | 001987 |
| Einwohner | 48     | 54     | 47     | 46     | 46     | 40     | 41     | 44     | 42     | 39     | 36     |
| Häuser    | 7      | 8      |        |        | 9      | 9      | 10     | 7      | 7      |        | 8      |
| Quelle    | [ 15 ] | [ 16 ] | [ 17 ] | [ 18 ] | [ 19 ] | [ 20 ] | [ 21 ] | [ 22 ] | [ 23 ] | [ 24 ] | [ 1 ]  |

## Religion
Der Ort ist seit der Reformation evangelisch-lutherisch geprägt und nach St. Georg (Immeldorf) gepfarrt. Die Einwohner römisch-katholischer Konfession sind nach St. Johannes (Lichtenau) gepfarrt.